# Theophilus Lindsey

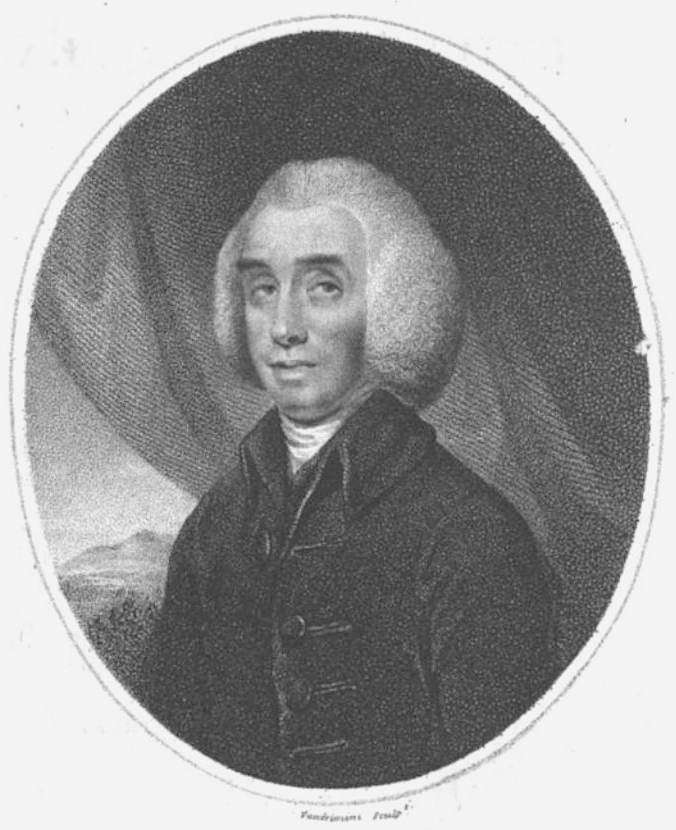
Porträt von Theophilus Lindsey

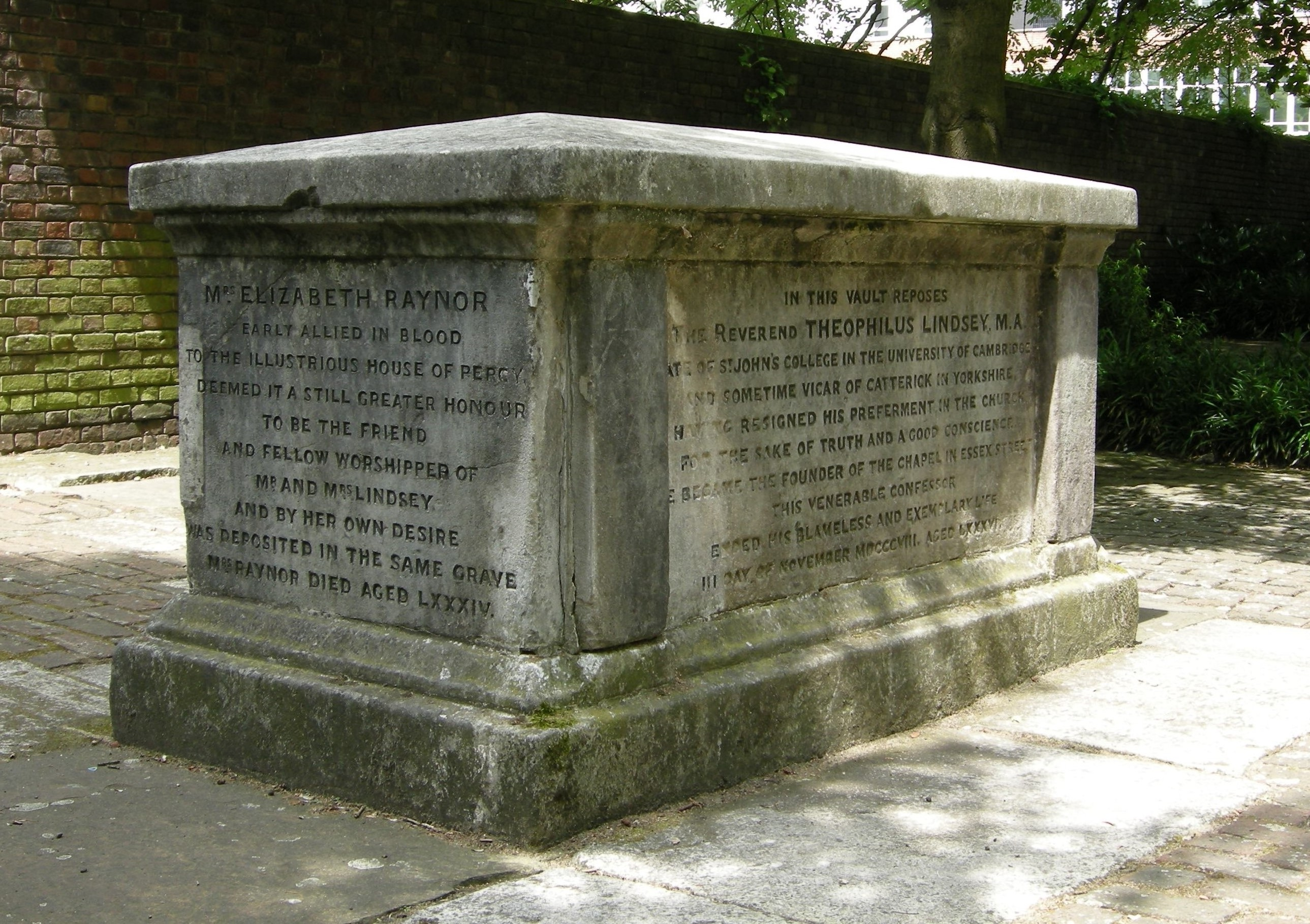
Grabmal von Theophilus Lindsey auf dem Friedhof der englischen Nonkonformisten, Bunhill Fields

Theophilus Lindsey (* 9. Junijul. / 20. Juni 1723greg. in Middlewich; † 3. November 1808 in London) war ein englischer Theologe und ein führender Vertreter des frühen englischen Unitarismus.

## Leben und Wirken
Lindsey wurde 1723 in Middlewich in der Grafschaft Cheshire geboren. Er studierte am St John’s College der University of Cambridge Theologie. In den Jahren 1754 bis 1756 begleitete er den jungen Herzog von Northumberland als Erzieher auf einer Reise auf dem europäischen Kontinent. Im Jahr 1760 heiratete er Hannah Elsworth, Stieftochter von Francis Blackburne. Das Paar hatte keine gemeinsamen Kinder. 1763 übersiedelte er nach Catterick in Yorkshire, wo er um 1764 eine der ersten Sonntagsschulen Englands gründete.
Zu dieser Zeit hatte Lindsey bereits begonnen, sich mit antitrinitarischen Ansichten auseinanderzusetzen. Im Jahr 1771 wandte er sich zusammen mit unter anderem dem Theologen Francis Blackburne und dem politischen Reformer John Jebb mit einer Petition an das Parlament, Studenten staatlicher Hochschulen und Pastoren der Church of England von der Unterzeichnung der Neununddreißig Artikel, die unter anderem ein Bekenntnis zur Trinität beinhalteten, zu befreien und stattdessen die Schrift als Protestanten eigenständig auslegen zu dürfen. Die Petition gegen die 39 Artikel erhielt insgesamt 250 Unterschriften, wurde im Februar 1772 aber vom Parlament zurückgewiesen. Enttäuscht von der Ablehnung gab Lindsey 1773 sein Amt als Vikar der Anglikanischen Kirche auf.
Lindsey wandte sich offen dem Unitarismus zu und begann im April 1774 mit Unterstützung durch Joseph Priestley und Richard Price erste unitarische Gottesdienste in der Londoner Essex Street durchzuführen. Diese Versammlungen wurden zur Keimzelle des englischen Unitarismus. Die Essex Street Chapel ist bis heute im Besitz der englischen Unitarier. Lindsey führte die junge unitarische Gemeinde bis ins Jahr 1793, als er von John Disney, der wie er die etablierten Anglikanische Kirche verlassen hatte, als Leiter der Gemeinde abgelöst wurde. Lindsey war 1783 zusammen mit John Disney an der Gründung der unitarischen Society for Promoting the Knowledge of the Scriptures beteiligt.
Theophilus Lindsey starb am 3. November 1808 und wurde auf dem Friedhof der englischen Nonkonformisten, Bunhill Fields, beigesetzt.

## Werke
- Apology on Resigning the Vicarage of Catterick (1774)
- Sequel to the Apology (1776)
- The Book of Common Prayer, reformed according to the plan of the late Dr Samuel Clarke (1774)
- Dissertations on the Preface to St John's Gospel and on praying to Jesus Christ (1779)
- An Historical View of the State of the Unitarian Doctrine and Worship from the Reformation to our own Times (1783, gilt als Lindseys Hauptwerk)
- Vindiciae Priestleianae (1788)
- Conversations upon Christian Idolatry (1792)
- Conversations on the Divine Government, shewing that everything is from God, and for good, to all (1802).